# Darrell Armstrong
Darrell Armstrong (ur. 22 czerwca 1968) – amerykański koszykarz, występujący na pozycji rozgrywającego, po zakończeniu kariery zawodniczej trener koszykarski, obecnie asystent trenera Dallas Mavericks.
W 1999 jako pierwszy i jedyny zawodnik w historii ligi NBA zdobył nagrody dla najlepszego rezerwowego roku oraz nagrodę dla koszykarza, który poczynił największy postęp w trakcie tego samego sezonu (1998/1999). 

## Przebieg kariery
Przed przybyciem do NBA bronił barw college'u Fayetteville State i hiszpańskiej drużyny Coren Orense. Armstrong debiutował w NBA w barwach Orlando Magic w sezonie 1994/95. Wystąpił wtedy zaledwie w 3 meczach, zdobywając 3,3 punktu na mecz.
Przed sezonem 2003/04 Armstrong przeniósł się do New Orleans Hornets, w barwach których rozegrał 79 meczów, zdobywając średnio 10,6 punktu. Sezon 2004/05 Armstrong rozegrał w dwóch klubach. Rozpoczął go w barwach Hornets. Rozegrał 14 meczów, zdobywając 10,1 punktu na mecz. Potem przeniósł się do Dallas Mavericks. Wystąpił tam w 52 meczach, rzucając 2,3 punktu na mecz. W sezonie 2005/06 w barwach Mavericks Armstrong rozegrał 62 spotkania, w których zdobywał średnio 4,2 punktu.
W sezonie Armstrong 2006/07 występował w Indianie Pacers. Zawodnik ten rozegrał też 51 spotkań w play-offach NBA w barwach Orlando, New Orleans i Dallas.

## Osiągnięcia
College
- Zwycięzca konkursu wsadów - CIAA Slam Dunk Contest (1990)[1]
- Zaliczony do I składu All-CIAA (1991)[1]

USBL
- Finalista USBL (1994)[2]
- Zaliczany do:
  - I składu:
    - USBL (1993, 1994)[2]
    - defensywnego USBL (1992-1994)[2]

  - II składu USBL (1992)[2]
- 2-krotny lider USBL w przechwytach (1992, 1993)

Cypr
- Zawodnik Roku ligi cypryjskiej (1994)[3]

Hiszpania
- Najbardziej spektakularny zawodnik ligi hiszpańskiej (1995 według Gigantes del Basket)[4]
- Lider strzelców ACB (1995)
- Uczestnik meczu gwiazd ULEB (1994)[5]
- Finalista konkursu wsadów hiszpańskiej ligi ACB (1995)

NBA
- Finalista NBA (2006)[6]
- Zdobywca nagrody dla zawodnika, który poczynił największy postęp - NBA Most Improved Player Award (1999)[7]
- Najlepszy rezerwowy sezonu (1999)[8]
- 2–krotny zawodnik tygodnia NBA (28.03.1999, 4.02.2001)[9]
- Uczestnik konkursu wsadów podczas NBA All-Star Weekend (1996)[10]
- Lider play-off w skuteczności rzutów wolnych (1999)[11]

Trenerskie
- Mistrz NBA jako asystent trenera (2011)[6]